# Szabestar
Szabestar (perski: شبستر) – miasto w Iranie, w ostanie Azerbejdżan Wschodni. W 2006 roku miasto liczyło 13 857 mieszkańców w 3989 rodzinach.